# Thereva bicinctella
Thereva bicinctella är en tvåvingeart som beskrevs av Costa 1883. Thereva bicinctella ingår i släktet Thereva och familjen stilettflugor. Inga underarter finns listade i Catalogue of Life.